# Lisa Nakamura
Lisa Nakamura – amerykańska profesor studiów nad mediami i kinem, studiów azjatycko-amerykańskich oraz studiów nad płcią i kobietami. Wykłada na Uniwersytecie Michigan w Ann Arbor. Jest również założycielką i pierwszą dyrektorką Instytutu Studiów Cyfrowych. Od 1994 roku publikuje prace na temat mediów cyfrowych, rasy i płci. Jest autorką książek i artykułów poświęconych cyfrowym reprezentacjom ciał, rasie i płci w środowiskach internetowych, toksyczności w kulturze gier wideo oraz potrzebie uwzględniania studiów etnicznych i genderowych w badaniach nad Internetem.
W listopadzie 2019 roku wygłosiła prelekcję TED w Nowym Jorku zatytułowaną „The Internet is a Trash Fire. Here’s How to Fix It”, poświęconą swoim badaniom nad Internetem.

## Edukacja
Lisa Nakamura uzyskała tytuł licencjata (B.A.) na Reed College oraz stopień doktora (Ph.D.) z literatury angielskiej w Graduate Center City University of New York.

## Praca naukowa
Badania Nakamury obejmują teorię feministyczną, kwestie rasy i płci w nowych mediach, filmoznawstwo i telewizję, studia azjatycko-amerykańskie, teorię mediów cyfrowych oraz badania nad grami cyfrowymi. Główny obszar jej wkładu naukowego stanowi analiza założeń rasowych i etnicznych obecnych w reprezentacjach rasy w mediach cyfrowych, ze szczególnym uwzględnieniem kultury gier komputerowych.
W latach 2007–2012 zajmowała stanowiska na Uniwersytecie Illinois w Urbana-Champaign jako profesor w Instytucie Badań Komunikacyjnych, profesor studiów nad mediami i kinem, profesor studiów azjatycko-amerykańskich oraz dyrektorka Programu Studiów Azjatycko-Amerykańskich.
Obecnie jest profesorką studiów nad mediami i kinem, studiów azjatycko-amerykańskich oraz studiów nad płcią i kobietami. Zasiada w radach redakcyjnych czasopism Journal of Asian American Studies, Communication and Critical/Cultural Studies, Games and Culture oraz New Media and Society. Pełni również funkcję członkini międzynarodowej rady doradczej czasopisma Signs: Journal of Women in Culture and Society.
Na Uniwersytecie Michigan prowadzi zajęcia poświęcone reprezentacji Azjatów w amerykańskich mediach, a także zaawansowane kursy z zakresu krytyki, historii i teorii nowych mediów.
Jest autorką książek Digitizing Race: Visual Cultures of the Internet (2008), Cybertypes: Race, Ethnicity, and Identity on the Internet (2013) oraz współredaktorką tomu Race in Cyberspace (2013). Publikowała również artykuły w takich czasopismach jak Critical Studies in Media Communication, Cinema Journal, The Women’s Review of Books, Camera Obscura oraz Iowa Journal of Cultural Studies.
Nakamura analizowała także zjawisko tzw. gold farmingu w grze World of Warcraft. W swojej analizie zauważa, że choć gracze nie widzą nawzajem swoich ciał podczas gry, określone formy pracy w grze – takie jak pozyskiwanie i sprzedaż wirtualnych zasobów – oraz konkretne style gry zostały naznaczone rasowo jako „chińskie”, co doprowadziło do powstania nowych form sieciowego rasizmu, które gracze mogą z łatwością wypierać.

## Wybrane książki

### Digitizing Race: Visual Cultures of the Internet
Pierwsza książka Nakamury, Digitizing Race: Visual Cultures of the Internet, podejmuje temat wizualnych kultur Internetu oraz rodzaju informacji, jakich użytkownicy poszukują online. Autorka interesuje się popularnością stron internetowych o tematyce rasowej, tworzonych przez, dla i o osobach kolorowych. Wprowadza pojęcie „logiki racjo-wizualnej Internetu” (racio-visual logic of the internet), odnoszące się do sposobu, w jaki wizualność w sieci konstruuje i wzmacnia tożsamości rasowe. Jessie Daniels z Hunter College (City University of New York) wskazuje, że kluczowym wglądem książki jest ujęcie Internetu jako „technologii wizualnej, protokołu widzenia, który poprzez interfejsy i sieciowe powiązania wytwarza określone formacje rasowe”. Od Facebooka, przez YouTube, po awatary i gry wideo – reprezentacje wizualne w sieci ucieleśniają, upłciowiają i naznaczają rasowo tożsamości użytkowników.

### Race in Cyberspace
Doris Witt z University of Iowa recenzuje książkę Race in Cyberspace, redagowaną przez Beth E. Kolko, Lisę Nakamurę i Gilberta B. Rodmana. W ramach próby stworzenia „przestrzeni dla szerszej, dłuższej i bardziej inkluzywnej rozmowy o rasie i cyberprzestrzeni”, Witt analizuje, w jaki sposób publikacja ta skupia się na performowaniu rasy online przez uprzywilejowanych konsumentów cyberprzestrzeni, zamiast na analizie tego, w jaki sposób cyberprzestrzeń została wytworzona przez rasowo zróżnicowany podział pracy i jak ten podział reprodukuje.

### Cybertypes: Race, Ethnicity, and Identity on the Internet
Jak zauważa Samantha Blackmon z Purdue University w swojej recenzji, trzecia książka Nakamury, Cybertypes: Race, Ethnicity, and Identity on the Internet, ma na celu analizę tego, w jaki sposób Internet kształtuje i przekształca nasze postrzeganie rasy, etniczności i tożsamości. Blackmon podkreśla, że Nakamura nazywa i identyfikuje obrazy tożsamości rasowej obecne w sieci, które kształtują konkretne wyobrażenia tzw. cybertypów. Te z kolei są często determinowane i definiowane przez stereotypy rasowe i etniczne już zakorzenione w społeczeństwie.

## Artykuły naukowe i inne publikacje
Wszystkie artykuły Lisy Nakamury są dostępne do pobrania na jej stronie internetowej.
- “Understanding” Asians: Anti-Asian Racism, Sentimentality, Sentiment Analysis, and Digital Surveillance, Wendy Chun, Grace Hong, i Lisa Nakamura, Critical Inquiry, tom 50, no 3, 2024.
- Infrastructural Fugitivity: contraband cellphones, TikTok, and vital media behind bars, Jasmine Ehrhardt i Lisa Nakamura, journal of visual culture, tom 21, no 3, 390-409, grudzień 2022.
- Feeling Good About Feeling Bad: Virtuous Virtual Reality and the Automation of Racial Empathy, journal of visual culture, tom 19, no 1, 47-64, marzec 2020.
- “Drawing from social justice to support targets of online harassment” Sarita Yardi, Oliver Haimson, i Lisa Nakamura, New Media and Society, marzec 25, 2020.
- “Digital Precarity Manifesto”z Precarity Lab (Irina Aristarkhova, Ivan Chaar-Lopez, Anna Watkins Fisher, Tung-Hui Hu, Meryem Kamil, i Silvia Lindtner) Social Text 141: tom 37, no 4, grudzień 2019.
- “Gender and Race in the Gaming World” Society and the Internet: How Networks of Information and Communication are Changing Our Lives, 2 edycja, Mark Graham i William H. Dutton, Oxford University Press, 2019.
- “Watching White Supremacy on Digital Video Platforms: ‘Screw Your Optics, I’m Going In'” Film Quarterly, Vol. 72, No. 3, luty 2019.
- “The Digital Afterlives of This Bridge Called My Back: Woman of Color Feminism, Digital Labor, and Networked Pedagogy” z Cass Adair, American Literature, tom 89, no. 2, czerwiec 2017.
- “Racism, Sexism, and Gaming’s Cruel Optimism,” Identity Matters: Race, Gender, and Sexuality in Video Game Studies, pod redakcją Jennifer Malkowski i TreaAndrea M. Russworm. Indiana University Press, 2017.
- “Putting Our Hearts Into It: Gaming’s Many Social Justice Warriors and the Quest for Accessible Games,” Diversifying Barbie to Mortal Kombat, pod redakcją Yasmin Kafai, Gabriela T. Richard, and Brendesha M. Tynes, ETC Press, 2016.
- “The Unwanted Labour of Social Media: Women of Color Call Out Culture as Venture Community Management” New Formations: a journal of culture, theory, politics, 106-112, 2015.
- “Indigenous Circuits: Navajo Women and the Racialization of Early Electronics Manufacture” American Quarterly, 66:4, grudzień 2014, 919-941.
- “I Will do Everything that Am Asked’: Scambaiting, Digital Show-Space, and the Racial Violence of Social Media” journal of visual culture, 13(3), 2014, 257-274.
- “Adaptation and Its Discontents: Asian American Cultural Politics Across Platforms” Amerasia Journal, 40:2, specjalne wydanie na temat Asian American Platforms, Victor Bascara i Lisa Nakamura (współautorzy i redaktorzy gościnni), 2014.
- „Afterword: “Blaming, Shaming, and the Feminization of Social Media,” Feminist Surveillance Studies, Shoshana Magnet i Rachel Dubrofsky (redakcja), 2014.
- “Gender and Race Online,“ Society and the Internet: How Networks of Information and Communication are Changing Our Lives, Mark Graham and William H. Dutton, Oxford University Press, 2014.
- Glitch Racism: Actors as Networks Within Vernacular Internet Theory, Culture Digitally, grudzień 10, 2013.
- “Words With Friends: Socially Networked Reading on Goodreads” PMLA, styczeń 2013.
- “Queer Female of Color: The Highest Difficulty Setting There Is? Gaming Rhetoric as Gender Capital” Ada: a Journal of Gender, New Media, and Technology, no. 1. 2012
- “‘It’s a N****r in Here! Kill the ****r!’ User-Generated Media Campaigns Against Racism, Sexism, and Homophobia” Blackwell, 2012, Valdivia, Angharad, and Gates, Kelly (redakcja) Encyclopedia of Media Studies
- “Economies of Digital Production in East Asia: iPhone Girls and the Transnational Circuits of Cool” Media Fields Journal, no. 2, 2011.
- “Syrian Lesbian Bloggers, Fake Geishas, and the Attractions of Identity Tourism,” Hyphen: Asian America Unabridged, lipiec 2011
- “The Comfort Women of the Digital Industries: Asian Women in David Fincher’s The Social Network,” w Media Res, 2011.
- “Return of the Digital Native: Interfaces, Access, and Racial difference in District 9,” Flow, kwiecień 23, 2010.
- “I See You? Gender and Disability in Avatar” Flow, luty 5, 2010.
- “Race and Identity in Digital Media,” for Mass Media and Society, 5th edition, pod redakcją James Curran, 2010.
- “Digital Media in Cinema Journal, 1995-2008,” Cinema Journal, 2009
- “Interfaces of Identity: Oriental Traitors and Telematic Profiling in 24” w Camera Obscura: Feminism, Culture, and Media Studies, 2009.
- “Cyber-race,” PMLA: Proceedings of the Modern Language Association, wydanie specjalne na temat Comparative Racialization, 2008
- “’Don’t Hate the Player, Hate the Game: The Racialization of Labor in World of Warcraft,” Critical Studies in Media Communication, Special Issue on Massively Multiplayer Online Games, pod redakcją Robert Brookey, 2009.
- The Socioalgorithmics of Race: Sorting It Out in Jihad Worlds in New Media and Surveillance, pod redakcją Kelly Gates i Shoshana Magnet, Routledge, 2009.
- Plug and Pray: Performances of risk and failure in digital media presentations The Velvet Light Trap, 64, jesień 2009.
- “Neoliberal Space and Race in Virtual Worlds” The Velvet Light Trap, 62, jesień 2008.
- MixedFolks.com: Ethnic Ambiguity, Celebrity Outing, and the Internet in Mixed Race in Hollywood Film and Media Culture, pod redakcją Mary Beltran i Camille Fogas, NYU Press, 2008.
- “All Look Same: Mediating Visual Cultures of Race on the Web” w East Main Street: Asian American Popular Culture, pod redakcją Shilpa Dave, LeiLani Nishime i Tasha G. Oren, 262-272. New York: NYU Press, 2005.
- “Interrogating the Digital Divide: The Political Economy of Race and Commerce in New Media” w Society Online: the Internet in Context, pod redakcją Philip N. Howard i Steve Jones, Thousand Oaks: SAGE Publications, 2004.
- “Prospects for a Materialist Informatics: An Interview with Donna Haraway,” w elektronicznej recenzji książki, 2003.
- “Race in/for Cyberspace: Identity Tourism and Racial Passing on the Internet.” w Works and Days, tom 13, 181-193, 1995.